# Караоба (Павлодарская область)
Караоба (каз. Қараоба) — село в Актогайском районе Павлодарской области Казахстана. Расположено в 64 км к северо-западу от Павлодара и в 55 км к юго-востоку от Актогая. Административный центр Караобинского сельского округа. Код КАТО — 553243100.

## История
Село было центральной усадьбой бывшего совхоза «Спартак», образованного в 1957 году на базе колхозов «Бирлик», «Победа», «Спартак», «Жанабет» и Караобинской МТС.
На местном кладбище находится могила мореплавателя, исследователя Арктики и политического ссыльного Евгения Гернета.

## Население
В 1985 году в селе жили 1318 человек, в 1999 году население села составляло 1043 человека (534 мужчины и 509 женщин). По данным переписи 2009 года, в селе проживало 730 человек (364 мужчины и 366 женщин).